# Isabel Blanco Picallo
Isabel Blanco Picallo (Berna, Suïssa; 8 de setembre de 1971) és una actriu i presentadora de televisió gallega.

## Trajectòria
Filla de gallecs emigrats en Suïssa, Isabel Blanco es va traslladar a Galícia sent adolescent. Es va llicenciar en Traducció i Interpretació de anglès i alemany i fins i tot va arribar a exercir com a intèrpret a l'Hostal dos Reis Católicos de Santiago de Compostel·la. No obstant això, l'any 1996 i després de superar una prova de selecció per a la TVG, va iniciar la seva carrera televisiva com co-presentadora de l'espai d'humor A repanocha juntament amb Tacho González. En 1998 va fer el salt a la interpretació actoral en posar-se en la pell de María Ares en Mareas vivas, sèrie en la qual va començar sent protagonista juntament amb Luis Tosar i de la qual va rodar més de 150 capítols entre 1998 i 2002. La sèrie va ser tot un èxit de masses entre el públic gallec i gràcies a ella Isabel Blanco va aconseguir gran fama.
Més tard va participar en altres produccions per a TVG com Rías Baixas, Avenida de América o Efectos secundarios (2007), a més d'altres d’àmbit estatal, com Nada es para siempre (1999-2000) o Manolo & Benito Corporeision emeses a Antena 3, Yo soy Bea (2008) emesa a Telecinco i Cuéntame cómo pasó de TVE.
En cinema destaquen els seus treballs a ¿A ti como se che di adeus? (1999), curtmetratge de Jorge Coira; Autopsia (2002), de Milagros Bará; El lápiz del carpintero (2003), de Antón Reixa; Rosas (2005), curtmetratge de Mikel Fuentes; Cicatrices (2006), curtmetratge de Jairo Iglesias; Vida de família (2007), de Llorenç Soler; El vestido (2008), de Paula de Luque; Agallas (2008), d'Andrés Luque i Samuel Martín, i la trilogia sobre l'emigració espanyola al s. XX de Carlos Iglesias, Un franco, 14 pesetas (2006), Ispansi (¡Españoles!) (2010) i 2 francos, 40 pesetas (2014).
Fou vicepresidenta de l¡Academia Galega do Audiovisual i delegada de Galícia per AISGE (Actores e Intérpretes, Sociedad de Gestión). Va guanyar dues vegades el premi Mestre Mateo a la millor interpretació protagonista femenina.
L'any 2019 va ser guardonada amb el Premio Celanova, Casa dos Poetas.

## Filmografia

### Cinema
- ¿A ti como se che di adeus? (1999), de Jorge Coira. Com Noiva.
- Autopsia (2002), de Milagros Bará. Com Amanda.
- El lápiz del carpintero (2003), d'Antón Reixa.
- Rosas (2005), de Mikel Fuentes.
- Un franco, 14 pesetas (2006), de Carlos Iglesias. Com Hannah.
- Cicatrices (2006), de Jairo Iglesias. Com Elena.
- Vida de família (2007), de Llorenç Soler i de los Mártires. Com Nuria.
- Si te vira teu pai (2007), d'Héctor Carré.
- Ó limia, El río del olvido (2008) (curtmetratge). Com Carmiña.
- Ispansi (¡Españoles!) (2011), de Carlos Iglesias. Com Rosario.
- 2 francos, 40 pesetas (2014), de Carlos Iglesias. Com Hannah.
- Corazón amoratado (2017) (curtmetratge). Com Clara.

### Televisió
- Mareas vivas (1998-2002) a TVG. Com María Ares.
- Nada es para siempre (1999-2000) a Antena 3. Com Irene.
- Rías Baixas (2000) a TVG.
- Avenida de América (2002).
- Manolo y Benito Corporeision (2007) a Antena 3. Com Rosi.
- Efectos secundarios (2007) a TVG. Como Alicia.
- Todos os Santos (2013) a TVG.

## Como presentadora
- A repanocha (1996-1998) a TVG.
- O rei da comedia (2002) a TVG.
- As viaxeiras da Lúa (2003) a TVG.

## Premis i nominacions

### Premis Mestre Mateo
| Any  | Categoria     | Film                  | Resultay   |
| ---- | ------------- | --------------------- | ---------- |
| 2006 | Millor actriu | Un franco, 14 pesetas | Guanyadora |
| 2013 | Millor actriu | Todos os santos       | Guanyadora |